# Mikołaj (Protopapas)
Mikołaj, imię świeckie Nikolaos Protopapas (ur. 1948 w Platei, zm. 27 lipca 2019) – duchowny Greckiego Kościoła Prawosławnego, od 1996 metropolita Ftiotydy.

## Życiorys
Święcenia diakonatu przyjął 26 lipca 1973, a prezbiteratu 23 lutego 1975. Chirotonię biskupią otrzymał 6 października 1996.